# Spodnja Dobrava, Moravče
Spodnja Dobrava este o localitate din comuna Moravče, Slovenia, cu o populație de 35 de locuitori.